# Barraca del camí del Corral del Fortuny XVII
La Barraca del camí del Corral del Fortuny XVII és una obra del Pla de Santa Maria (Alt Camp) inclosa a l'Inventari del Patrimoni Arquitectònic de Catalunya.

## Descripció
Barraca de planta rectangular, amb cornisa horitzontal, i coberta de pedruscall amb caramull i orientada al sud. La seva planta interior també és rectangular i mesura 3'20m de fondària i 2'30m d'amplada, està coberta amb una falsa cúpula tapada amb una llosa a una alçada màxima de 3'10m. El portal capçat amb llinda.
Com a elements funcionals s'observa una fornícula i una menjadora. Disposa també d'una cisterna propera.